# Gustaf Gründgens
Gustaf Gründgens , születési nevén Gustav Heinrich Arnold Gründgens (Düsseldorf, 1899. december 22. – Manila, Fülöp-szigetek, 1963. október 7.) német színpadi és filmszínész, színház- és filmrendező, színházigazgató. Egyik legfontosabb szerepében Mefisztót játszotta Goethe: Faust című tragédiájának több feldolgozásában. A nemzetiszocializmus idején Hermann Göring porosz miniszterelnök védence és támogatottja volt. 1932-től a Porosz Állami Színház (Preußisches Staatstheater) színésze, 1937–1945 között a színház főintendánsa volt. 1947-től haláláig düsseldorfi és hamburgi színházakat vezetett, munkáját több díjjal és kitüntetéssel ismerték el.
A nemzetiszocialista korszakban végzett tevékenységének megítélése ellentmondásos. Pályatársa és egykori sógora, Klaus Mann 1936-ban róla írta Mephisto c. regényét, ebből Szabó István 1981-ben azonos című mozifilmet rendezett, mely Oscar-díjat nyert. Gründgens emlékére 2011-ben Hamburgban megalapították a Gustaf Gründgens-díjat, melyet kiemelkedő színművészeti életművek elismeréseként adnak át kétévente.

## Élete

### Származása, tanulmányai

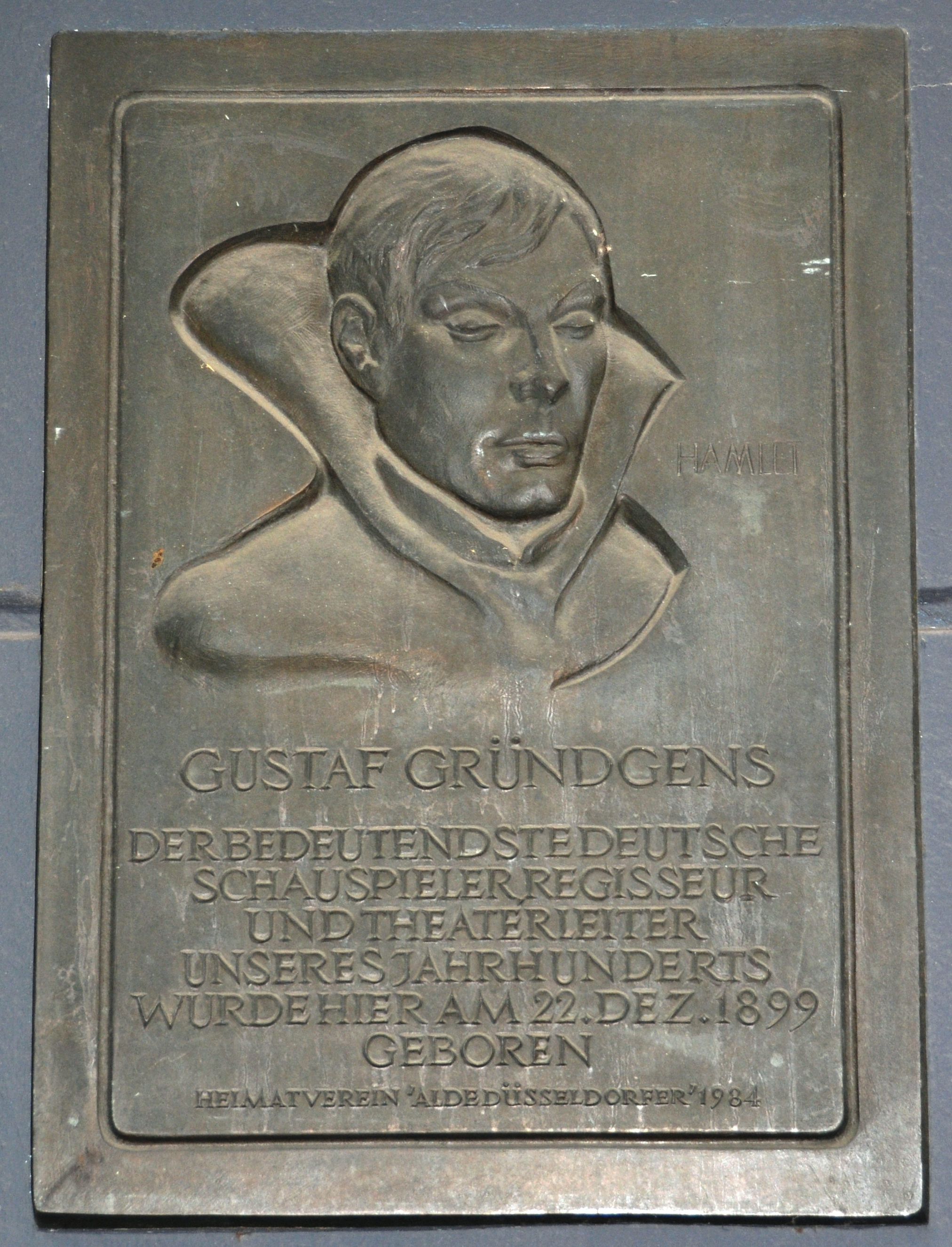
Emléktábla Düsseldorfban, Gründgens szülőházán (Graf-Adolf-Straße 92)

1899-ben született Düsseldorfban, apja Hubert Gründgens kereskedelmi alkalmazott, anyja Emmi Gründgens volt. Egy húga volt, Marie Theresia („Marita”) Gründgens (1903–1985) színésznő, énekesnő, kabarettista. Eredeti keresztneve Gustav volt, felnőtt korában maga kérelmezte hivatalosan a Gustaf névforma használatát. 
A Düsseldorf-Fürstenwalli Főreáliskolában, az Düsseldorf-Oberkasseli Gimnáziumban (ma: Comenius Gimnázium) és a mayeni Megina-Gimnáziumban tanult. Utóbbit 1917 tavaszán végbizonyítvánnyal fejezte be.
1917 őszén behívták katonának. A fegyveres frontszolgálat alól úgy bújt ki, hogy színházi gyakorlattal rendelkező színésznek mondta magát, így a saarlouis-i frontszínházhoz osztották be, ennek 1918-ra a vezetője is lett. 1919–1920-ban a Louise Dumont és Gustav Lindemann vezetése alatt álló düsseldorfi színház (Düsseldorfer Schauspielhaus) színművészeti főiskoláján (Hochschule für Bühnenkunst) tanult Paul Henckels, Peter Esser és Elsa Dalands keze alatt.

### Színészi pályája
Pályája kezdetén rövid színpadi szerepeket kapott különféle városi színházakban: az 1920–21-es évadban Halberstadtban, az 1921–22-es évadban Kielben, az 1922-23-as évadban a Berlinben. Az 1923-as nyári évadban az eckernfördei színházban rendezőként debütált.
1923-ban leszerződött Erich Ziegel (1876–1950) színigazgató társulatához, a Hamburgi Kamaraszínházba Hamburger Kammerspiele). Keresztnevének írásmódját Gustav-ról Gustaf-ra változtatta.
Klasszikus és kortárs darabokban is játszott, így Klaus Mann Anja und Esther és (1927-től) Revue zu Vieren című darabjaiban. A főszerepeket Gründgens, valamint a szerző Klaus Mann, annak nővére, Erika Mann (1905–1969), valamint Klaus menyasszonya, Pamela Wedekind játszották. 1926-ban Gründgens házasságot kötött Erika Mannal. 1928-ban Wedekind és Klaus Mann eljegyzése felbomlott, 1929-ben Gründgens és Erika Mann is elváltak.
1928-ban Gründgens Max Reinhardt társulatához szerződött, a berlini Német Színházhoz (Deutsches Theater). Belefogott a rendezésbe is. 1929 után sikeres operaelőadásokat és zenés kabaréesteket vitt színpadra. 1930-ban kirobbanó sikert ért el Vicki Baum: Grand Hotel című színművének megrendezésével. A könyv és a színdarab később világsikerű lett, többször megfilmesítették.
1930-ban megkapta első komolyabb filmszerepét, Gustav Ucicky rendező Hókusz-pókusz című krimi-vígjátékában. 
1931-ben játszotta el egyik legismertebb filmszerepét: Fritz Lang rendező M – Egy város keresi a gyilkost című bűnügyi filmjében a szervezett alvilág alvilág fejét, a „Mackóst” (der Schränker) alakította, aki bűnözőket is mozgósítja a mániákus gyerekgyilkos (Peter Lorre) keresésére.
1932-ben Gründgenst felvették a berlini Porosz Állami Színház (Preußisches Staatstheater, ma Schauspielhaus Berlin) társulatába. Első szerepe Mefisztó volt, Goethe Faust-jában. Olyan sikert aratott, hogy a szerepet még egy évtized múlva, 1941–42-ben is rendszeresen játszotta, amikor már a színház főintendánsa volt.

### A nemzetiszocialista rendszerben
Az 1933-ban hatalomra jutott nemzetiszocialista rendszerben Gründgens pályája felívelt. 1934-ben őt nevezték ki a berlini Porosz Állami Színház főintendánsává, és megkapta az Állam Színművésze (Staatsschauspieler) címet.
1934. június 30-án sor került a hosszú kések éjszakája néven elhíresült eseményekre, amikor meggyilkolták a közismerten homoszexuális Ernst Röhmöt, a Sturmabteilung milícia vezetőjét, Hitler riválisát. 1934 decemberében Gründgens személyesen jelentkezett Hermann Göring porosz miniszterelnöknél, feltárta előtte saját homoszexuális hajlamát, és elbocsátását kérte az Állami Színház éléről. Göring azonban nem fogadta el a felmondást, és megerősítette tisztségében Gründgenst.
1936 januárjában Gründgens a Porosz Állami Színházban Shakespeare Hamletjének címszerepét játszotta, Lothar Müthel rendezésében. Ofélia szerepét Käthe Gold játszotta. Az előadás ellen a nácipárt fő ideológusának, Alfred Rosenbergnek környezetéből irányított hecckampányt indítottak. Gründgens Hamletet magányos értelmiséginek ábrázolta, aki egy bűnöző uralkodó és állama ellen magányosan harcol és tragikusan elbukik. Rosenbergék Gründgens szemére vetették, hogy a kulcsmondatokat, mint a „Kizökkent az idő”, „Valami bűzlik Dániában” és „Dánia börtön” tendenciózusan túlhangsúlyozza, és az aktuális hatalom ellen beszél. 
A nácipárt központi kapja, a Völkischer Beobachter személyes támadást intézett Gründgens ellen, emiatt a színész Svájcba távozott, de még 1936 folyamán visszatért. Göring miniszterelnök porosz államtanácsosi címet adott neki. Ez a cím megóvta egy esetleges letartóztatástól.

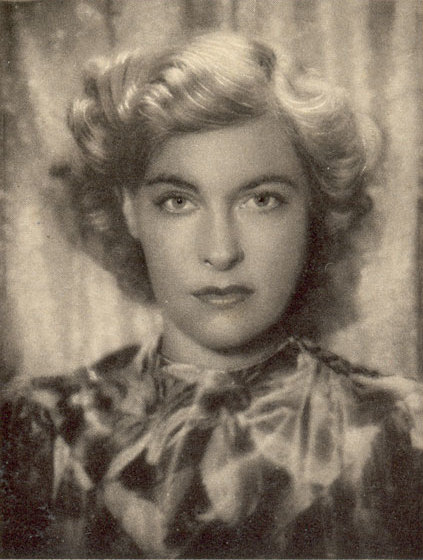
Második felesége, Marianne Hoppe (1935-ös kép)

1936-ban Gründgens másodszor is megnősült, Marianne Hoppe színésznőt (1909–2002) vette feleségül. Mivel mindketten biszexuális életet éltek, a hivatalosan elvárt házasság megkötése szükséges kompromisszum volt ahhoz, hogy mindkettőjüket megóvja a nemzetiszocialista üldöztetéstől annak ellenére is, hogy homoszexualitásuk ténye már közismertté vált, és nyilvánosan gúnyverseket költöttek róluk. Házasságuk 1946-ig állt fenn.
A hivatalos házasság ellenére Gründgens továbbra is fenntartotta viszonyát férfi szeretőivel. Kivételes helyzetét és kapcsolatait felhasználva e személyek életét megvédte a náciktól. 1938 januárjában jóbarátját és titkárát, Erich Zacharias-Langhanst más homoszexuálisokkal együtt letartóztatták. Gründgens elérte Göringnél, hogy Langhans ne kerüljön koncentrációs táborba, „csak” kiutasítsák az országból. Hasonló módon közbenjárt több zsidó származású színész kollégájáért is, akiket sikerrel megmentett az elhurcolástól.
Színházi munkája mellett filmszerepeket is vállalt. 1938-ban kinevezték a Terra nevű UFA-leányvállalat egyik filmgyártó csoportjának élére. Producerként készített néhány filmet, köztük az 1941-es Földöntúli muzsikát, amelyben ő maga Friedemann Bach zeneszerzőt játszotta. 1938-ban a Tanz auf dem Vulkan című történelmi revüfilmben egy Debureau nevű színészt alakított, ez lett egyik kiemelkedő filmszínészi teljesítménye. Megrendezett néhány filmet. 1941-ben a Krüger apó (Ohm Krüger) című Anglia-ellenes propagandafilmben Joseph Chamberlain brit politikust, az 1940-ben megbukott Neville Chamberlain miniszterelnök apját formálta meg. (A film 1946 után tiltólistára került.)
Amikor Joseph Goebbels propagandaminiszter 1943. február 18-án meghirdette a „totális háború”-t, Gründgens önkéntes katonai szolgálatra jelentkezett, és őrvezetői (Gefreiter) rangban szolgált a németek által megszállt Hollandiában.
Egy szabadságolás alkalmával, Berlinben megismerkedett Peter Gorskival (1921–2007), akivel  élettársi viszonyra lépett. Göring utasítására Gründgens 1944 elején Hollandiából visszatért Berlinbe. Nevét felvették a kiemelkedő tehetségű, megóvandó művészek nemzeti listájára (Gottbegnadetenliste).
1945-ig a berlini Porosz Állami Színház főintendánsaként, Göring személyes védelme alatt zavartalanul dolgozhatott. Ezt a színházat ugyanis a porosz miniszterelnök felügyelte, ellentétben az összes többi színházzal, melyek Joseph Goebbels birodalmi propagandaminiszter hatáskörében álltak.

### A háború után

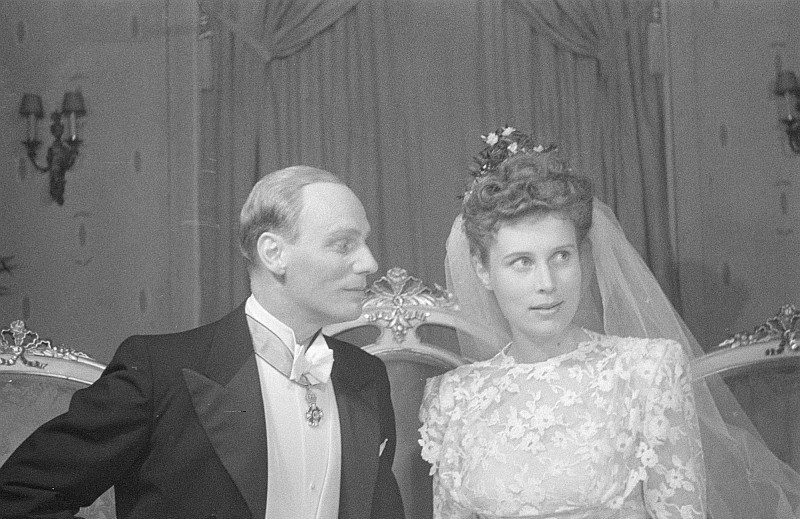
Gründgens és Antje Weisgerber a berlini Német Színházban, 1946. áprilisában, Carl Sternheim: A sznob c. darabjában

1945-ben Gründgenst egy feljelentés nyomán a berlini szovjet megszálló hatóság letartóztatta. 1946 tavaszáig a jamlitzi internáló táborban tartották fogva. Fogolytársának, Siegfried Lowitz színésznek visszaemlékezése szerint a főintendánsi (németül: Generalintendant) cím miatt a szovjetek Gründgenst magas rangú német tábornoknak vélték és (más „tisztgyanús” foglyokhoz hasonlóan) durva módszerekkel igyekeztek megfelelő vallomásra bírni. Nehéz krumplis zsákkal a hátán kellett állnia naphosszat. Fejjel lefelé lógatva utaztatták katonai járműveken. Ekkor keletkeztek krónikus hátfájdalmai, melyektől élete végéig szenvedett. Végül fogadott fia, Peter Gorski és régi színész kollégái a szovjet parancsnokságon hitelt érdemlő dokumentumok és fényképek benyújtásával igazolták, hogy Gründgens valójában az Állami Színház főigazgatója. Ekkor kiengedték és (Lowitz beszámolója szerint) meghívták vendégszereplésre a Szovjetunióba.
A nácitlanítás folyamán Gründgenst, számos kollégájának vallomása alapján „igazolták”, azaz felmentették a nácikkal való bűnös kollaborálás vádja alól. Felmentését döntő mértékben segítette Ernst Busch színész aktív kiállása. Ő az életét köszönhette Gründgensnek, aki 1943 novemberében ügyvédein keresztül elérte, hogy az elfogott Busch halálos ítéletét fogházra változtassák. További színész kollégái szóbeli és írásbeli vallomásokkal álltak ki Gründgens érdekében. A maga részéről Gründgens is kedvező vallomásával segítette felmentéshez több színész kollégáját, filmgyári és színházi munkatársát, köztük Emmy Göring színésznőt, Göring özvegyét és Veit Harlant is, az 1940-es Jud Süss antiszemita film rendezőjét.
Gründgens már 1946 tavaszán engedélyt kapott színházi munkára. Először a szovjetek által megszállt Kelet-Berlinben, a berlini Német Színházban (Deutsches Theater) és a Kamaraszínházban (Kammerspiele) működött rendezőként. 1947–1955 között Düsseldorfban kinevezték a Városi Színpad (Städtische Bühnen), majd – Martin Benrath ajánlásával – a Düsseldorfi Színház (Düsseldorfer Schauspielhaus) igazgatójává. 1954-ben a Deutsche Grammophon hanglemezgyár felvette a Faust-előadását (Gründgens rendezésében és főszereplésével), ezt a három lemezből álló albumot tekintik az első német hangoskönyvnek.
Élettársát, Peter Gorskit 1949-ben Gründgens örökbe fogadta, azzal az indokkal, hogy Gorski a fronton „hősies helytállásával megmentette az életét”. Gründgens támogatásával Gorski színházi rendezőként kezdett dolgozni, 1953-tól a Düsseldorfi Színházhál Gründgens rendezőasszisztense lett.
1955-ben Gründgenst kinevezték a hamburgi Német Színház (Deutsches Schauspielhaus) főintendánsává. Pályájának e jelentős időszakában nagyszámú klasszikus és kortárs színművet vitt színpadra, sokat tett a német nyelvű színpadi beszédkultúra ápolásáért. Tehetséges színészeket gyűjtött maga köré, és indított el a karrier útján (Elisabeth Flickenschildt, Joana Maria Gorvin, Will Quadflieg és mások). Színésziskolájában tanult többek között Ursula Lillig, Friedrich G. Beckhaus  és az osztrák Bernhard Wicki színész-rendező is. A nevével fémjelzett hamburgi Faust-előadással Moszkvában és New Yorkban is vendégszerepelt. 1960-ban ezt a hamburgi előadást adaptálta mozifilmre, Peter Gorskival, mint társrendezővel. A címszerepet Gründgens tanítványa, Will Quadflieg alakította. Mefisztót maga Gründgens játszotta, az 1930-as évek óta változatlan maszkban. A filmet a német televízió is bemutatta, nagy közönségsikerrel. 1960-ban Gründgens Madeira szigetén nyaralóházat vásárolt. 1963-ban itt adott több részes életút-interjút Günter Gausnak (1929–2004), a ZDF televízió szerkesztőjének.

### Halála

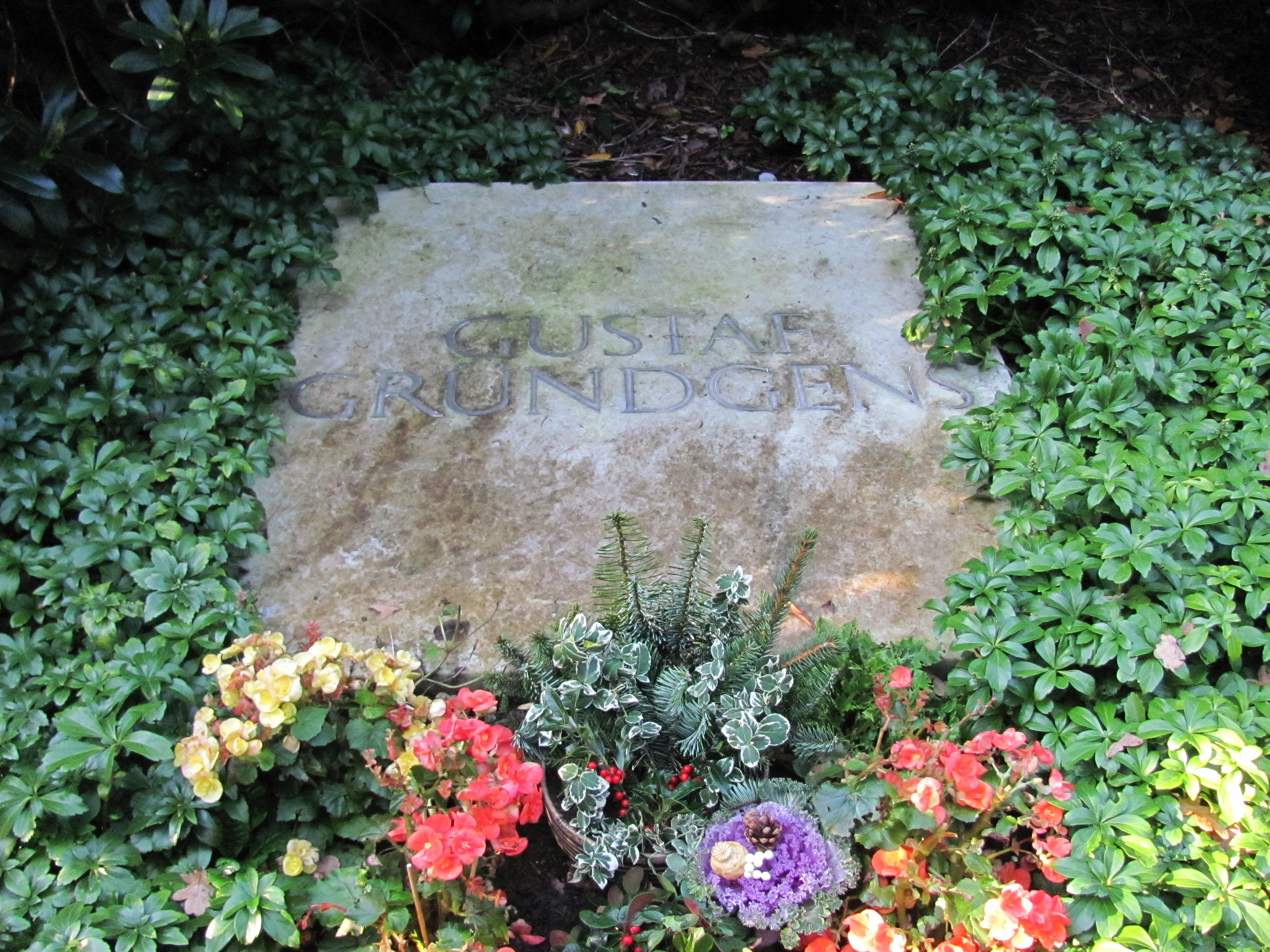
Sírja a hamburgi Ohlsdorf temetőjében

1963 nyarán Gründgens váratlanul lemondott a Német Színháznál viselt összes tisztségéről, és világutazásra indult. Október 6-ról 7-re virradó éjszakán a Fülöp-szigeteken, manilai szállodai szobájában elhunyt. A hivatalos vizsgálat szerint halálát gyomorvérzés okozta, melyet nagy mennyiségű altatószer elfogyasztása okozott. Nem tisztázott, hogy figyelmetlenségből vagy öngyilkossági szándékkal tette-e. Hamburgban, az ohlsdorfi temetőben helyezték végső nyugalomra

## Főbb filmszerepei
- 1930: Ich glaub′ nie mehr an eine Frau; Jean
- 1930: Hókusz-pókusz (Hokuspokus); Dr. Wilke
- 1930: Va banque (Va Banque); John James Brown magándetektív
- 1930: Brand in der Oper; Otto van Lingen
- 1931: Danton; Robespierre
- 1931: M – Egy város keresi a gyilkost (M – Eine Stadt sucht einen Mörder); a „Mackós” (der Schränker)
- 1931: Luise, Königin von Preußen; III. Frigyes Vilmos porosz király
- 1931: Yorck; Karl August von Hardenberg herceg
- 1932: Monte Christo grófnője (Die Gräfin von Monte-Christo); szélhámos „báró”
- 1933: Szerelmeskedés (Une histoire d’amour / Liebelei); Eggersdorff báró[34]
- 1933: Kalandorok királynője (Die schönen Tage von Aranjuez); Alexander
- 1933: Az alagút (Le tunnel / Der Tunnel); Mr. Woolf, szindikátus igazgatója[34]
- 1934: Schwarzer Jäger Johanna; Dr.Frost
- 1934: Így végződött a szerelem (So endete eine Liebe); Metternich gróf
- 1934: Több, mint feleség (Das Erbe von Pretoria); Eugen Schliebach
- 1935: Hundert Tage; Joseph Fouché
- 1935: Das Mädchen Johanna; VII. Károly francia király
- 1935: Pygmalion; Higgins professzor
- 1936: A jelentéktelen asszony (Eine Frau ohne Bedeutung); Lord George Illingworth
- 1937: Kapriolen; Jack Warren
- 1938: Tanz auf dem Vulkan; Komödiant Debureau
- 1941: Krüger apó (Ohm Krüger); Joseph Chamberlain
- 1941: Földöntúli muzsika (Friedemann Bach); Wilhelm Friedemann Bach
- 1960: Egy pohár víz (Das Glas Wasser); Sir Henry St.-John
- 1960: Faust; Mefisztó

## Filmrendezései
- 1933: Pletykafészek (Eine Stadt steht kopf)
- 1934: A nagyherceg pénzügyei (Die Finanzen des Großherzogs)
- 1937: Kapriolen, színész is
- 1939: Der Schritt vom Wege
- 1940: Zwei Welten
- 1941: Földöntúli muzsika (Friedemann Bach), színész is
- 1960: Faust, színész is
- 1964: Don Gil von den grünen Hosen, tévéfilm
- 1964: Totentanz, tévéfilm

## Elismerései, díjai
- 1936: porosz államtanácsosi kinevezés
- 1948–1952: a Német Színházi Szövetség (Deutscher Bühnenverein) elnöke
- 1953: a Német Szövetségi Köztársaság arany érdemkeresztje (Verdienstorden der Bundesrepublik Deutschland)
- 1961: Szövetségi Filmdíj (Bundesfilmpreis), a Faust művészeti vezetőjének
- 1938: „Szatír-gombok” (Satyr-Knöpfe), saját korát meghatározó színművészi életművéért.

## Életének irodalmi feldolgozásai
Egykori színésztársa és sógora, Klaus Mann, Gründgens első, elvált feleségének, Erika Mannak öccse 1936-ban róla mintázta Mephisto c. regényének központi szereplőjét, Hendrik Höfgent. (A figura nevét az „udvar”-t jelentő  német „Grund” és „Hof” szavak összecsengése alapján találta ki). A regény erőteljesen elítéli Höfgen (Gründgens) viselkedését, akit a nácik elvtelen kiszolgálójaként ábrázol. A regény 1936-ban csak Hollandiában jelent meg, erősen cenzúrázva, majd 1956-ban Kelet-Németországban.
Peter Gorski, Gründgens fogadott fia és vagyonának egyedüli örököse 1966-ban, a regény NSZK-beli első megjelenésének megakadályozására pert indított, az elhunyt színész-rendező személyiségi jogainak védelmében. A pert sikerrel megnyerte. A kiadó a művészi szabadságra hivatkozva fellebbezett, de a bíróság 1968-ban elutasította. A tilalmat 1971-ben a nyugatnémet Alkotmánybíróság is megerősítette.
Szabó István filmrendező 1981-ban bemutatott filmadaptációja, a Mephisto című Oscar-díjas alkotás, címszerepben Klaus Maria Brandauerrel, a regényíró koncepcióját követi. A regény Nyugat-Németországban csak ekkor, a film bemutatójával egyidőben jelent meg legálisan. Az örökös ezt a kiadást már nem akadályozta újabb bírósági beadvánnyal, de Klaus regényét továbbra is minden lehetséges nyilvános fórumon „tévesnek és egyoldalúnak” nevezte.

## További információ
- Gustaf Gründgens a PORT.hu-n (magyarul)
- Gustaf Gründgens az Internet Movie Database-ben (angolul)
- Gustaf Gründgens a Rotten Tomatoeson (angolul)
- Gustaf Gründgens. Filmkatalógus.hu (magyarul)
- Gustaf Gründgens az AlloCiné weboldalán (franciául)
- Gustaf Gründgens Profile (angol nyelven). Famousfix.com. (Hozzáférés: 2023. február 2.)